# Ambassadeur de bonne volonté auprès du Haut Commissariat des Nations unies pour les réfugiés
Les ambassadeurs de bonne volonté du Haut Commissariat des Nations unies pour les réfugiés sont des célébrités qui représentent le HCR en utilisant leur talent et leur célébrité pour plaider en faveur des réfugiés.

## Ambassadeurs actuels
- Barbara Hendricks (chanteuse), 1987
- Adel Imam (acteur), 2000
- Angelina Jolie (actrice), 2001
- Giorgio Armani (couturier), 2002
- Julien Clerc (chanteur), 2003
- Osvaldo Laport (acteur), 2006
- Georges Dalaras (chanteur), 2006
- Jesús Vázquez (présentateur télé), 2007
- Muazzez Ersoy (chanteuse), 2007
- Khaled Hosseini (écrivain)
- Kris Aquino (actrice), 2011

## Ambassadeurs précédents
- Đorđe Balašević
- Richard Burton
- Justus Frantz
- Udo Jürgens
- Sophia Loren
- Princesse Märtha Louise de Norvège
- James Mason
- Riccardo Muti
- Arja Saijonmaa
- The Schürzenjäger
- Jack Thompson
- Duraid Lahham